# الرزوق (القبيطة)

تعديل مصدري - تعديل

الرزوق هي إحدى قرى عزلة اليوسفين بمديرية القبيطة التابعة لمحافظة لحج، بلغ تعداد سكانها 764 نسمة حسب تعداد اليمن لعام 2004.